# Eichen (Westerwald)
Eichen (ⓘ) ist eine Ortsgemeinde im Landkreis Altenkirchen (Westerwald) in Rheinland-Pfalz. Sie gehört der Verbandsgemeinde Altenkirchen-Flammersfeld an.

## Geographie
Die Ortsgemeinde liegt im Westerwald zwischen Flammersfeld und Horhausen; Nachbargemeinden sind Rott im Nordwesten und Oberlahr im Südwesten.

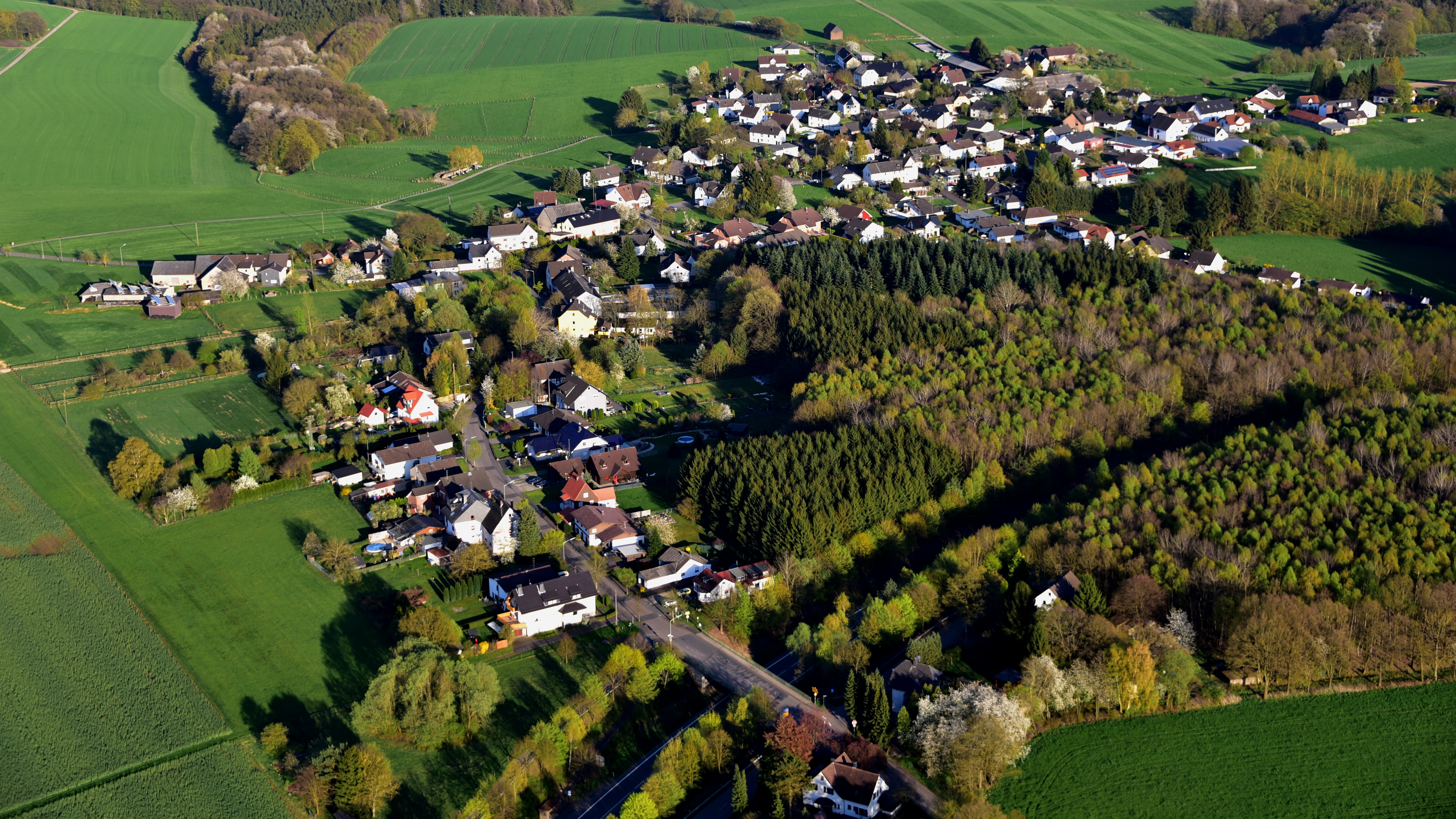
Eichen (Westerwald), Luftaufnahme (2018)

Zu Eichen gehört der Ortsteil Gollershoben.

## Geschichte
Eichen gehörte bis zum Jahr 1806 zur Grafschaft Sayn-Hachenburg und zum Kirchspiel Flammersfeld. Die Grafschaft Sayn-Hachenburg war 1799 auf dem Erbweg an die Fürsten von Nassau-Weilburg gefallen. 1806 traten die beiden nassauischen Fürsten dem napoleonischen Rheinbund bei, sodass die Region von 1806 an zum Herzogtum Nassau gehörte. Aufgrund der auf dem Wiener Kongress (1815) getroffenen Vereinbarungen wurde Teile das Gebietes der ehemaligen saynischen Grafschaften, darunter auch Eichen, an das Königreich Preußen abgetreten.
Unter der preußischen Verwaltung wurde Eichen der Bürgermeisterei Flammersfeld im neu errichten Kreis Altenkirchen zugeordnet, der von 1822 an zur Rheinprovinz gehörte.
Bevölkerungsentwicklung
Die Entwicklung der Einwohnerzahl der Gemeinde Eichen, die Werte von 1871 bis 1987 beruhen auf Volkszählungen:
| Jahr | Einwohner |
| 1815 | 150       |
| 1835 | 197       |
| 1871 | 320       |
| 1905 | 341       |
| 1939 | 324       |
| 1950 | 392       |

| Jahr | Einwohner |
| 1961 | 386       |
| 1970 | 433       |
| 1987 | 429       |
| 2005 | 577       |
| 2022 | 544       |

## Politik

### Gemeinderat
Der Gemeinderat in Eichen besteht aus zwölf Ratsmitgliedern, die bei der Kommunalwahl am 9. Juni 2024 in einer Mehrheitswahl gewählt wurden, und dem ehrenamtlichen Ortsbürgermeister als Vorsitzendem.

### Bürgermeister
Dennis Kolb wurde am 10. August 2019 Ortsbürgermeister von Eichen. Bei der Direktwahl am 26. Mai 2019 war er für fünf Jahre gewählt worden. Vorgänger von Dennis Kolb war Peter Enders, der das Amt 20 Jahre lang ausübte. Bei der Direktwahl am 9. Juni 2024 wurde Kolb als einziger Bewerber mit 89,8 % für weitere fünf Jahre wiedergewählt.